# Takacuki
Takacuki (高槻市; Hepburn: Takatsuki-shi) Japán Oszaka prefektúrájának egyik városa.

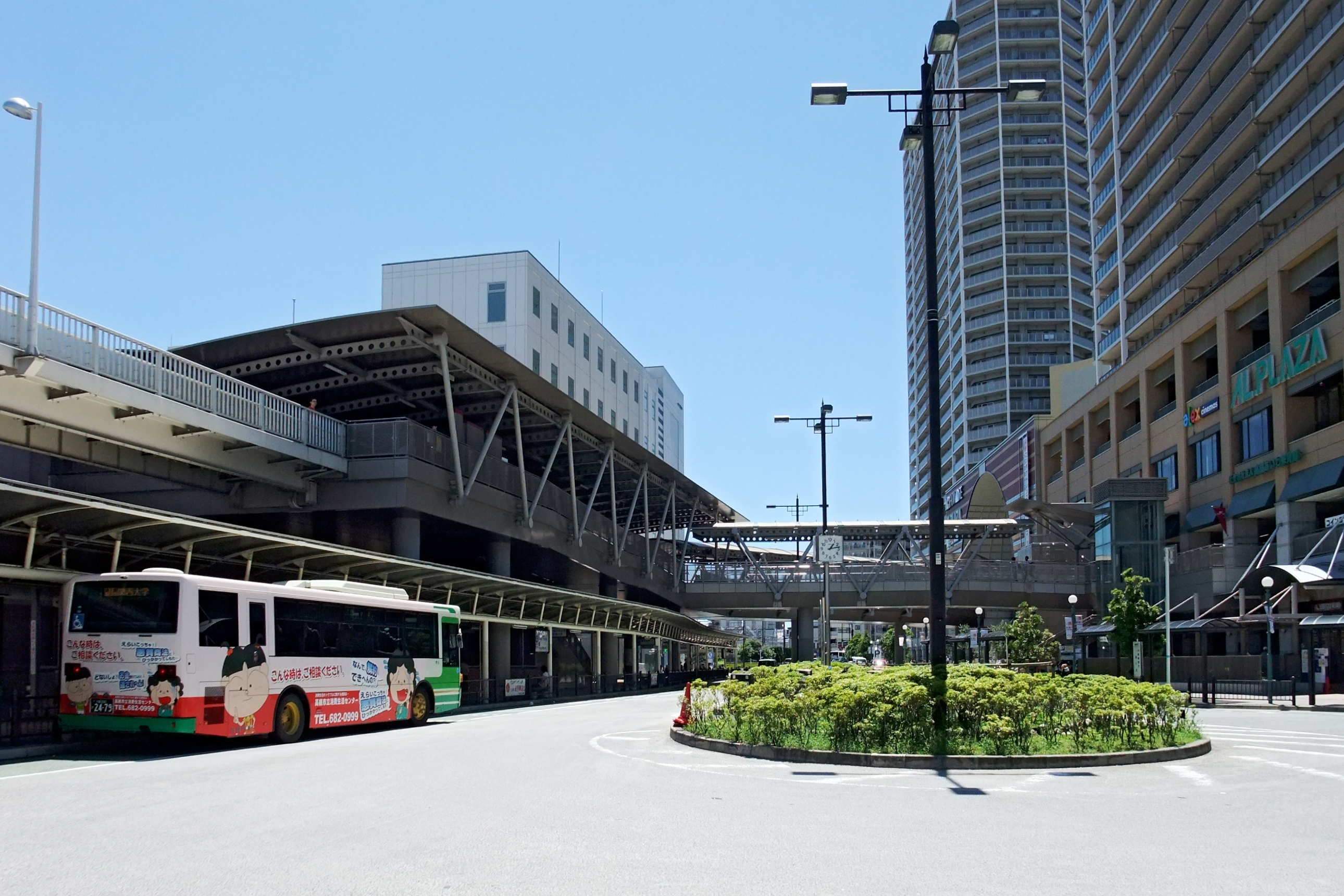
A város buszállomása

A 2010-es népszámlálás adatai alapján lakossága 353 881 fő, népsűrűsége pedig 3360 fő/km² volt. A város teljes területe 105,31 km².
Az 1943. január 1-én alapított város majdnem közvetlenül Kiotó és Oszaka között fekszik. Mivel ezektől a városoktól vasúton 13-15 perc választja el, exponenciálisan tudott fejlődni. Alvóváros, lakosainak jelentős része a két nagyobb városba jár dolgozni.

## Népesség
| Lakosok száma | 357 359 | 351 829 | 347 496 |
|               | 2010    | 2015    | 2021    |